# IPhone 11
De iPhone 11 is een smartphone ontworpen en ontwikkeld door Apple Inc.. Het toestel is onderdeel van de dertiende generatie van de iPhone en is de opvolger van de iPhone XR die in 2018 werd geïntroduceerd. De smartphone werd aangekondigd op 10 september 2019, samen met de iPhone 11 Pro en 11 Pro Max, 7e generatie iPad, Apple Watch Series 5, Apple Arcade en Apple TV+. De iPhone 11 kwam beschikbaar op 20 september 2019.

## Beschrijving
Veel functies van de iPhone 11 bleven gelijk aan die van het voorgaande model. Nieuw is onder meer een snellere Apple A13 Bionic-chip. Ook zijn er verbeteringen aan de camera's.
Eind 2020 werden de EarPods en de oplader uit de verpakking van de iPhone 11 verwijderd, volgens Apple vanwege milieudoelstellingen.
Begin 2022 werd bekendgemaakt dat er ruim 159 miljoen exemplaren van de smartphone zijn verkocht.

## Technische gegevens
| Specificaties      | iPhone 11                                                                     | 11 Pro                                                                        | 11 Pro Max                                                                    |
| ------------------ | ----------------------------------------------------------------------------- | ----------------------------------------------------------------------------- | ----------------------------------------------------------------------------- |
| SoC                | Apple A13 Bionic                                                              | Apple A13 Bionic                                                              | Apple A13 Bionic                                                              |
| Processor          | 2,66 GHz, met 2 performance‑ en 4 efficiency-cores                            | 2,66 GHz, met 2 performance‑ en 4 efficiency-cores                            | 2,66 GHz, met 2 performance‑ en 4 efficiency-cores                            |
| Geheugen           | 4 GB                                                                          | 6 GB                                                                          | 6 GB                                                                          |
| Opslag             | 64, 128 of 256 GB                                                             | 64, 256 of 512 GB                                                             | 64, 256 of 512 GB                                                             |
| Scherm             | Diagonaal 15,5 cm (6,1 inch)                                                  | 14,7 cm (5,8 inch)                                                            | 16,5 cm (6,5 inch)                                                            |
| Beeldresolutie     | 1792×828 pixels                                                               | 2436×1125 px                                                                  | 2688×1242 px                                                                  |
| Besturingssysteem  | iOS 13 (voorgeïnstalleerd) en nieuwer                                         | iOS 13 (voorgeïnstalleerd) en nieuwer                                         | iOS 13 (voorgeïnstalleerd) en nieuwer                                         |
| Verbindingen       | Met de computer via een Lightning-dockconnector, wifi 6, Bluetooth 5          | Met de computer via een Lightning-dockconnector, wifi 6, Bluetooth 5          | Met de computer via een Lightning-dockconnector, wifi 6, Bluetooth 5          |
| Netwerken          | 3G, 4G LTE                                                                    | 3G, 4G LTE                                                                    | 3G, 4G LTE                                                                    |
| Batterij           | Oplaadbare lithium-ion-polymeeraccu met ondersteuning voor draadloos opladen. | Oplaadbare lithium-ion-polymeeraccu met ondersteuning voor draadloos opladen. | Oplaadbare lithium-ion-polymeeraccu met ondersteuning voor draadloos opladen. |
| Capaciteit         | 3110 mAh                                                                      | 3046 mAh                                                                      | 3969 mAh                                                                      |
| Camera             | Achter: 12 MP, voor: 12 MP                                                    | Achter: 3× 12 MP, voor: 12 MP                                                 | Achter: 3× 12 MP, voor: 12 MP                                                 |
| Kleur              | Product Red, sterrenlicht (wit), middernacht (zwart), groen, paars, geel      | Spacegrijs, zilver, goud en groen                                             | Spacegrijs, zilver, goud en groen                                             |
| Grootte            | 150,9 × 75,7 × 8,3 mm                                                         | 144,0 × 71,4 × 8,1 mm                                                         | 158,0 × 77,8 × 8,1 mm                                                         |
| Gewicht            | 194 gram                                                                      | 188 g                                                                         | 226 g                                                                         |
| Bestendigheidsnorm | IP68 (stof-, spat- en waterdicht)                                             | IP68 (stof-, spat- en waterdicht)                                             | IP68 (stof-, spat- en waterdicht)                                             |